# Pitcairn PAA-1
Le Pitcairn PAA-1 était un autogire américain, développé au début des années 1930 par Pitcairn Aircraft Company (en).

## Généralités
De configuration similaire à celle des premières machines d'Harold Pitcairn (en), le PAA-1 avait un fuselage de type « avion », deux cockpits ouverts disposés en tandem et un moteur en étoile installé en position avant. De même, le contrôle de la machine en vol était assuré par des ailerons installés sur les ailes, plutôt que par l'inclinaison du rotor principal.
Le PAA-1 était un appareil plus petit et plus léger que ses prédécesseurs et fit conçu spécifiquement avec pour objectif la vente aux pilotes privés,.

## Versions
- PAA-1 : Version de production principale, propulsée par un moteur à 5 cylindres en étoile Kinner B-5 de 125 ch (93 kW)[2] ;
- PA-20 : Version améliorée, propulsée par un Kinner R-5[2] ;
- PA-24 : Version dotée d'une double dérive et d'un moteur Kinner R-5, créée par la modification de PAA-1 et PA-20 existants[2].

## Spécifications techniques
Données de Pitcairn, A G A, Pitcairn-Cierva, Pitcairn-Larsen, Flight Performance of Lightweight Gyroplanes.
Caractéristiques générales
- Équipage : 1 pilote
- Capacité : 1 passager
- Longueur : 5,66 m
- Envergure : 6,93 m
Diamètre rotor : 11,28 m
- Surface alaire : Disque rotor : 99,9 m2
- Moteur : 1   moteur à 5 cylindres en étoile refroidis par air Kinner B-5 de 125 ch (93 kW)

 Performances 
- Vitesse maximale : 140 km/h
- Distance franchissable : 400 km
- Plafond : 3 000 m

### Article
- (en) Assen Jordanoff, « Will Autogyro Banish Present Plane ? », Popular Science, vol. 118, no 3,‎ mars 1931, p. 28–30 & 146 (lire en ligne).